# Школа № 1580
Государственное бюджетное образовательное учреждение города Москвы «Бауманская инженерная школа № 1580» (бывшая средняя общеобразовательная физико-математическая школа № 1180 при МГТУ им. Н. Э. Баумана) — физико-математическая школа в Южном округе Москвы, а именно в Донском и Нагорном районах.
Школа ведёт углублённую подготовку по информатике, математике и физике в 7—11 классах и является базовым учебным заведением МГТУ им. Н. Э. Баумана.

## История
«Бауманская инженерная школа № 1580» основана в 1989 году. Первый год обучение шло в помещении школы № 537 во вторую смену. Преподаватели набирались из СУНЦ МГТУ им. Н. Э. Баумана.
С 1989 по 1993 год школой № 1180 руководил Юрий Беляев.
С 1993 по 1995 год директором школы был Юрий Изосимов.
С 1995 по 2005 год пост директора школы занимал Борис Падалкин, ныне проректор МГТУ им. Н. Э. Баумана по учебной работе.
В сентябре 2000 года школе присвоено звание лицея и новый номер 1580.
С 2005 года лицеем руководит Сергей Сергеевич Граськин.
В 2009 году лицей был объединён с рядом стоящей школой № 537 и теперь обладает двумя корпусами.
В 2001 году, в виде эксперимента, прошёл набор в 8-е классы, занятия которых проходили в школе № 537. Были набраны 3 класса, каждый из которых поделён на 2 группы. У одной из шести групп занятия по физике и математике проходили в лицее.
До 2006 года в лицее обучались только школьники последних двух классов 10-го и 11-го. Причём основной набор был в десятые классы. Обучение происходило по образу и подобию учебного процесса в университете.
В сентябре 2015 года лицей был объединён с школой № 639 и теперь обладает тремя корпусами.
1 сентября 2023 года начал работу новый четвёртый корпус лицея в районе Лефортово на проезде Невельского.

## Особенности образовательного процесса
В лицее учатся 1-11 классы, набор проводится в 5-11 классы по результатам вступительных экзаменов, а также во все классы по месту жительства. В первом случае обучение проходит в специализированном классе с уклоном в технические науки, а во втором случае — по программе общеобразовательных школ.
Обучение в лицее бесплатное, шесть дней в неделю. Уроки идут в первую смену — начало занятий в 9 часов, продолжительность одного урока 40 минут. С 7 класса организована вузовская семестровая система обучения, включающая лекции, семинары, лабораторные работы, зачёты, экзамены, чтение специальных курсов.
В лицее в настоящее время работает более 100 преподавателей. Из них: 5 докторов наук, 30 кандидатов наук, 2 заслуженных учителя России.

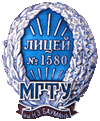
Знак об окончании лицея

После 8 и 10 класса проводятся переводные экзамены по математике и физике. После окончания десятого класса все лицеисты проходят ознакомительную практику в МГТУ им. Н. Э. Баумана, посещая все факультеты университета и знакомясь с ведущими кафедрами. Для одиннадцатиклассников регулярно проводятся встречи с представителями факультетов и кафедр МГТУ.
Результаты лицеистов по ЕГЭ.
| ЕГЭ              | 2004   | 2005   | 2006   | 2007   | 2008   |
| ---------------- | ------ | ------ | ------ | ------ | ------ |
| Русский язык     |        |        |        |        |        |
| Кол-во учащихся  | 208    | 307    | 83     | 299    | 277    |
| Успеваемость     | 100 %  | 100 %  | 100 %  | 100 %  | 100 %  |
| Качество (4 и 5) | 83.2 % | 87.3 % | 92.8 % | 94.3 % | 93.9 % |
| Математика       |        |        |        |        |        |
| Кол-во учащихся  | 222    |        | 6      | 21     | 277    |
| Успеваемость     | 99.5 % |        | 100 %  | 100 %  | 99.3 % |
| Качество         | 98.6 % |        | 83 %   | 85.7 % | 96.8 % |
| Физика           |        |        |        |        |        |
| Кол-во учащихся  | 221    |        | 10     | 39     |        |
| Успеваемость     | 100 %  |        | 100 %  | 97.4 % |        |
| Качество         | 96.4 % |        | 90 %   | 82.1 % |        |

Ежегодно более 250 выпускников получают аттестат зрелости и знак об окончании лицея. Все выпускники лицея поступают в высшие учебные заведения, более 90 % из них — в МГТУ имени Н. Э. Баумана.
8 ноября 2011 года лицей № 1580 вошёл в официальный рейтинг лучших школ Москвы, заняв в нём 14-е место, и получил от столичных властей грант 10 миллионов рублей.

## Одногодичное обучение
Особенностью образовательного процесса является наличие одногодичного одиннадцатого класса.
Учащиеся десятых классов проходят вступительные испытания в общих потоках.

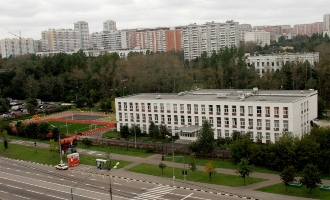
Главное здание школы (1 корпус) с высоты птичьего полета

## Обучение физике в лицее
Содержание программы в основном совпадает с программой основного курса физики. Он дополнен некоторыми разделами, имеющими принципиальное значение для освоения курса физики и общеинженерных дисциплин в высшей школе.
Занятия проводятся в виде лекций, практических занятий (семинаров) и лабораторных работ.
Программа и учебные планы по физике разработаны лицеем совместно с МГТУ им. Н.Э. Баумана на основе государственных образовательных стандартов с учётом направленности обучения и согласована с Московским институтом открытого образования.

## Обучение математике в лицее
Программа математики включает в себя как изучение курса общеобразовательных школ, так и основ высшей математики.